# 星野璃里
星野 璃里（ほしの りり、1999年8月18日 - ）は、日本のグラビアアイドル、元ジュニアアイドル。
山梨県甲府市出身。ラディウスエンターテイメント所属。

## 概要
趣味は、ファッション、愛犬のお散歩。特技は、空手・毛筆・ピアノ。

## 作品

### DVD
- ストロベリーな放課後 （2014年5月20日 タスクビジュアル）[3]
- 放課後のキミ。[4] （2014年7月25日 スパイスビジュアル）
- 青春ラプソディ。 ときめきウォーターガール4[5] （2014年9月19日 ホットトマトカム）（共演:東海林藍、沖田彩花、河合玲奈）
- ほしの国のマーメイド[6] （2014年9月20日 タスクビジュアル）
- ウォーターガール フォーエバー （2014年11月21日 ホットトマトカム）（共演:東海林藍、河合玲奈）
- プチプリンセス[7] （2014年11月28日 エスデジタル）
- 乙女のマーチ（2015年1月20日、タスクビジュアル）[1]
- 卒業〜Thank you for all〜 星野璃里（2015年3月20日、QH映像）

### 書籍
- moecco vol.50（2014年6月12日、マイウェイ出版） 共演：石野瑠見、沖田彩花、織田芽以、東海林藍、深瀬なな、河井ともみ、玉井ちなつ、神崎莉奈
- moecco vol.51（2014年8月20日、マイウェイ出版） 共演：楠みゆう、楢岡のあ、石野瑠見、村松奈々、新見ななえ、松田雪愛、織田芽以、上野鈴華、花沢あい、清家ゆめか、神山みなみ
- moecco vol.54（2015年2月13日、マイウェイ出版） 共演：春日彩香、石野瑠見、東亜咲花、須田理夏子、深瀬なな、河合玲奈、一条希星、宍倉鈴華
- Riri幼艶 星野璃里写真集（2015年1月13日、マイウェイ出版、撮影：14y.ムラミツ）[8] ISBN 978-4865113013